# Quiz
Il quiz è una domanda o una serie di domande, in forma verbale o scritta, predisposte allo scopo di saggiare la preparazione o la memoria del candidato al quale vengono poste in televisione come Doppio Slalom per la Fininvest e Pronto chi gioca per la Rai.

## Etimologia
La parola quiz risulta attestata nell'inglese fin dal 1782, nel significato di «persona eccentrica», mentre dal 1807 assume anche il significato di «indovinello, quesito».
L'etimologia è incerta: secondo alcuni discende dal pronome interrogativo latino quis («chi?»), secondo altri dalla forma abbreviata della parola inglese (in)quis(ition) («inquisizione») seguendo una tendenza tipica di tale lingua ad abbreviare le parole.
Un'altra ipotesi suggestiva, i cui contorni la fanno però sembrare più una leggenda metropolitana, viene dal racconto secondo cui "quiz" sarebbe una parola senza senso che un impresario teatrale di Dublino, per scommessa, avrebbe dovuto introdurre in 24 ore nella parlata della propria città. L'uomo avrebbe scritto nottetempo la parola su tutti i muri con vernice rossa, ed il giorno successivo la gente si sarebbe domandato il significato di quiz e da allora, la parola avrebbe preso il significato di «domanda», «rompicapo».

## Quiz preserali dell'estate
Rai 1
- Reazione a catena (dal 2007)

Canale 5
- Avanti un altro! (dal 2011)
- Caduta libera (dal 2015)
- The Wall (2017-2019)

## Quiz preserali
Rai 1
- L'eredità (dal 2002)

Canale 5
- Avanti un altro! (dal 2011)
- Caduta libera (dal 2015)
- The Wall (2017-2019)
- Conto alla rovescia (2019-2020)

TV8
- Cuochi d'Italia  (2017-2021)

## Il gioco quiz
Dagli esordi della televisione, il quiz è un gioco a premi televisivo (e anche radiofonico), consistente in una serie di quesiti su svariati argomenti.
I quiz possono avere domande di tutti i tipi, sia di carattere generale che su materie specifiche, altrettanto si possono avere quiz in una moltitudine di forme, spesso trasposte da un tipo all'altro:
- Come gioco televisivo (in antitesi al quiz radiofonico, solitamente con montepremi in denaro piuttosto cospicui):
  - Lascia o raddoppia?
  - Flash
  - Il pranzo è servito
  - Chi vuol essere milionario?
  - L'eredità
  - Caduta libera
  - Passaparola
  - The Wall
- Come gioco da tavolo:
  - Trivial Pursuit che risulta essere quello più venduto al mondo.
  - Sapientino
- Come videogioco, solitamente è una trasposizione del gioco da tavolo corrispondente o di una fortunata serie televisiva, e può essere in forma di gioco online:
  - Quizshow
  - Buzz!
  - La Piramide Quiz